# Mont Bradost
El Bradost (kurd: شاخى برادۆست, Xax-î Biradost, àrab: جبل برادوست, Jabal Brādūst) és una muntanya situada al Kurdistan iraquià. Es troba al districte de Soran, a la província d'Erbil, al nord de l'Iraq, a 400 km al nord de Bagdad. El pic del Bradost se situa a 2.043 metres sobre el nivell del mar.

## Situació

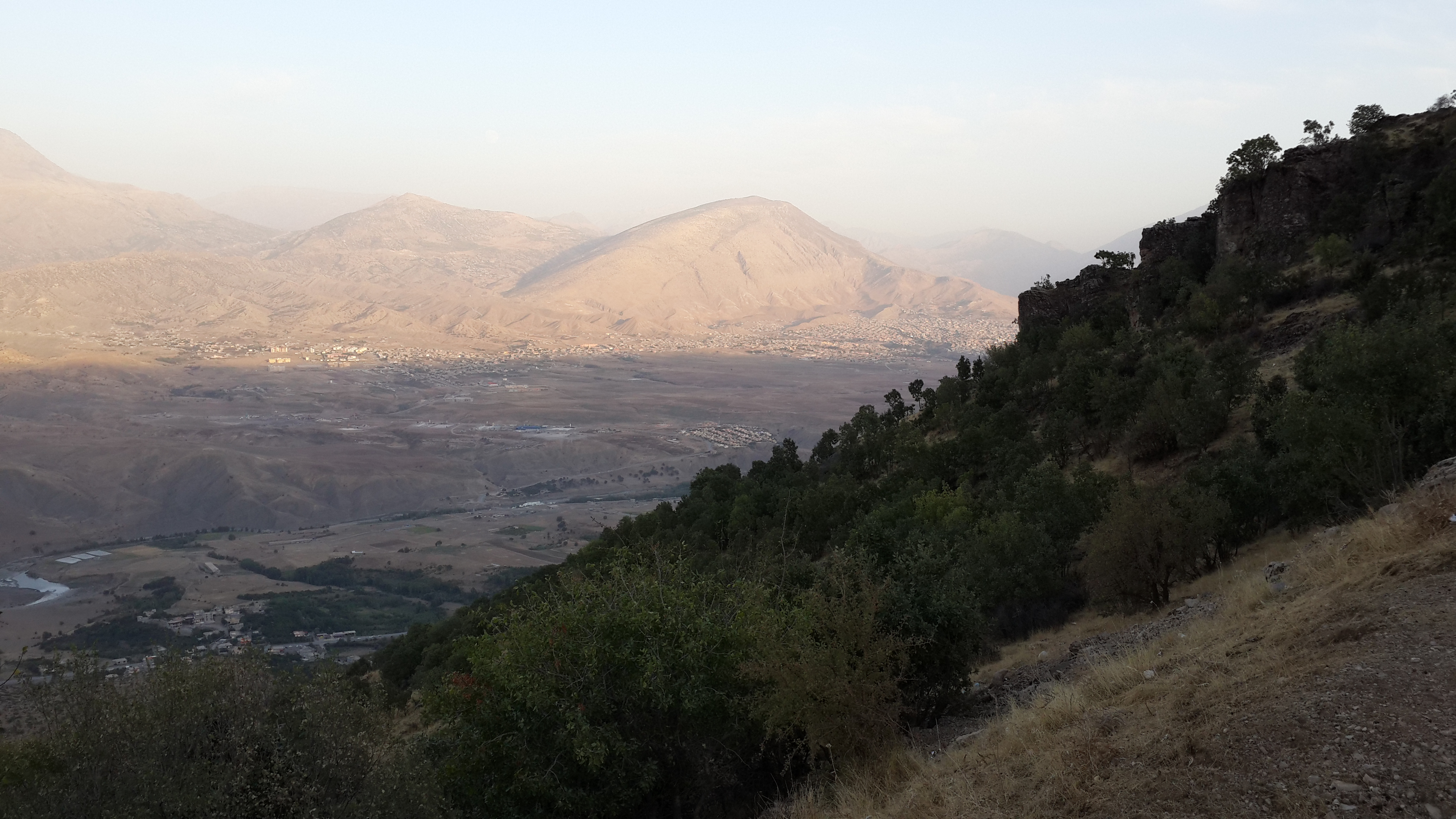
Vistes de Soran des del Bradost.

El terreny al voltant de mont Bradost és força muntanyós. A 17 km al sud de la muntanya hi ha el cim del Kawrak, de 2.121 metres sobre el nivell del mar. La regió del Bradost està força densament poblada, amb 90 habitants per quilòmetre quadrat. La comunitat principal més propera és Ruwāndiz, a 18,1 km al sud-est de la muntanya. L'àrea del seu voltant consta principalment de pastures.

## Clima
El clima predominant a la zona és el mediterrani.[5] La temperatura mitjana anual és de 19 °C. El mes més calorós és el juliol, quan la temperatura mitjana s'enfila fins als 36 °C, i el més més fred és el gener, amb temperatures mitjanes de 2 °C. La precipitació mitjana anual és de 759 mil·límetres/m². El mes més humit és el gener, amb una mitjana de precipitació de 138 mm, i el més sec és l'agost, amb només 2 mm de precipitació de mitjana.

## Patrimoni

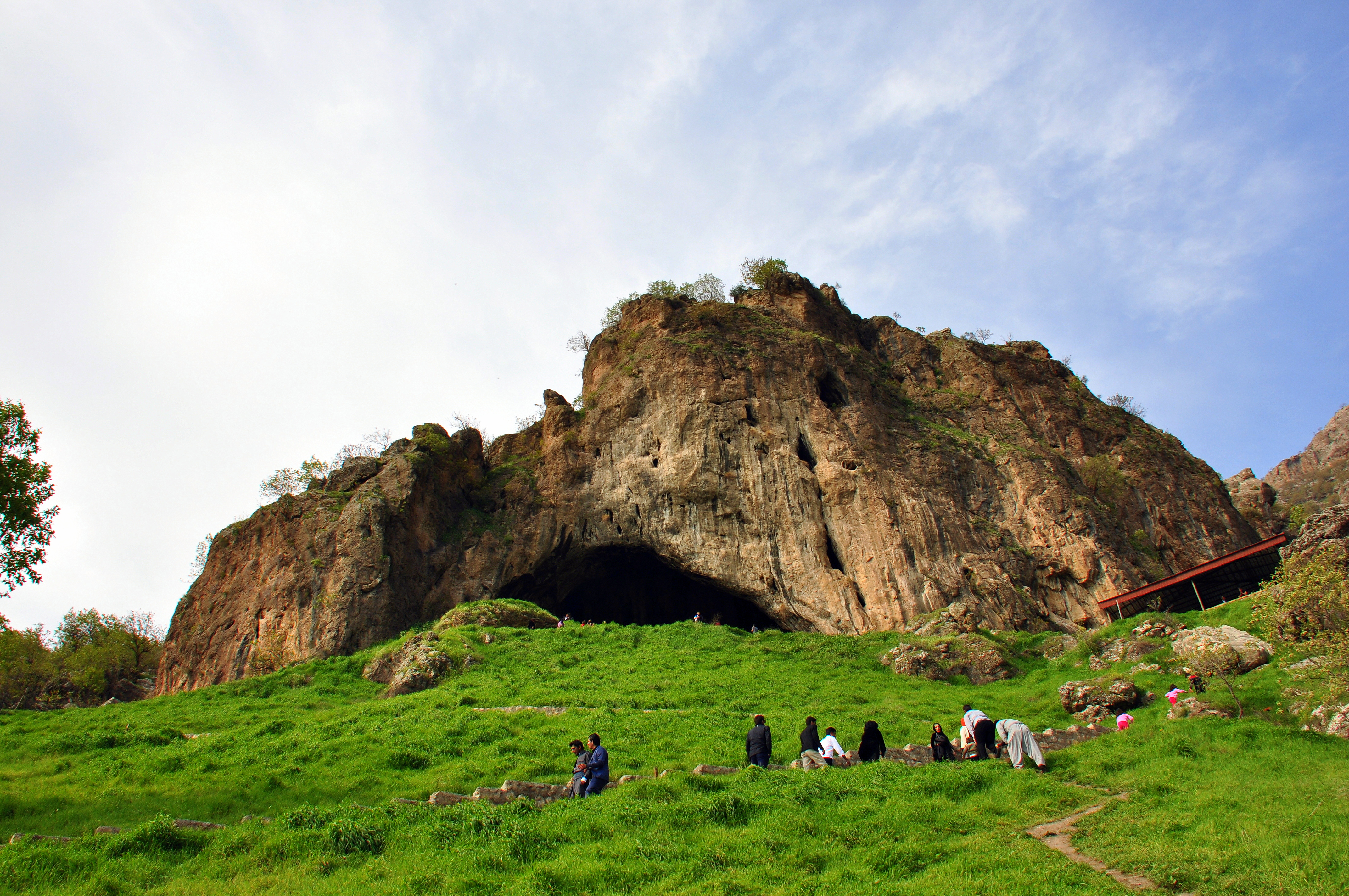
Cova de Shanidar

A 15 km (a vol d'ocell) al nord-oest del mont Bradost hi ha la cova de Shanidar, un jaciment arqueològic d'època paleolítica que ha aportat restes de neandertals, algunes de les quals suposadament enterrades intencionadament.
Shanidar va fer plantejar als prehistoriadors l'existència de ritus funeraris entre els neandertals. La presència controvertida de flors associades al cos Shanidar IV en seria una prova. El testimoni de traces patològiques greus en alguns individus, a més, van demostrar que existia solidaritat entre els membres del grup, ja que aquests individus malalts no podrien haver sobreviscut tots sols.